# Czarna Turnia (Dolina Kościeliska)

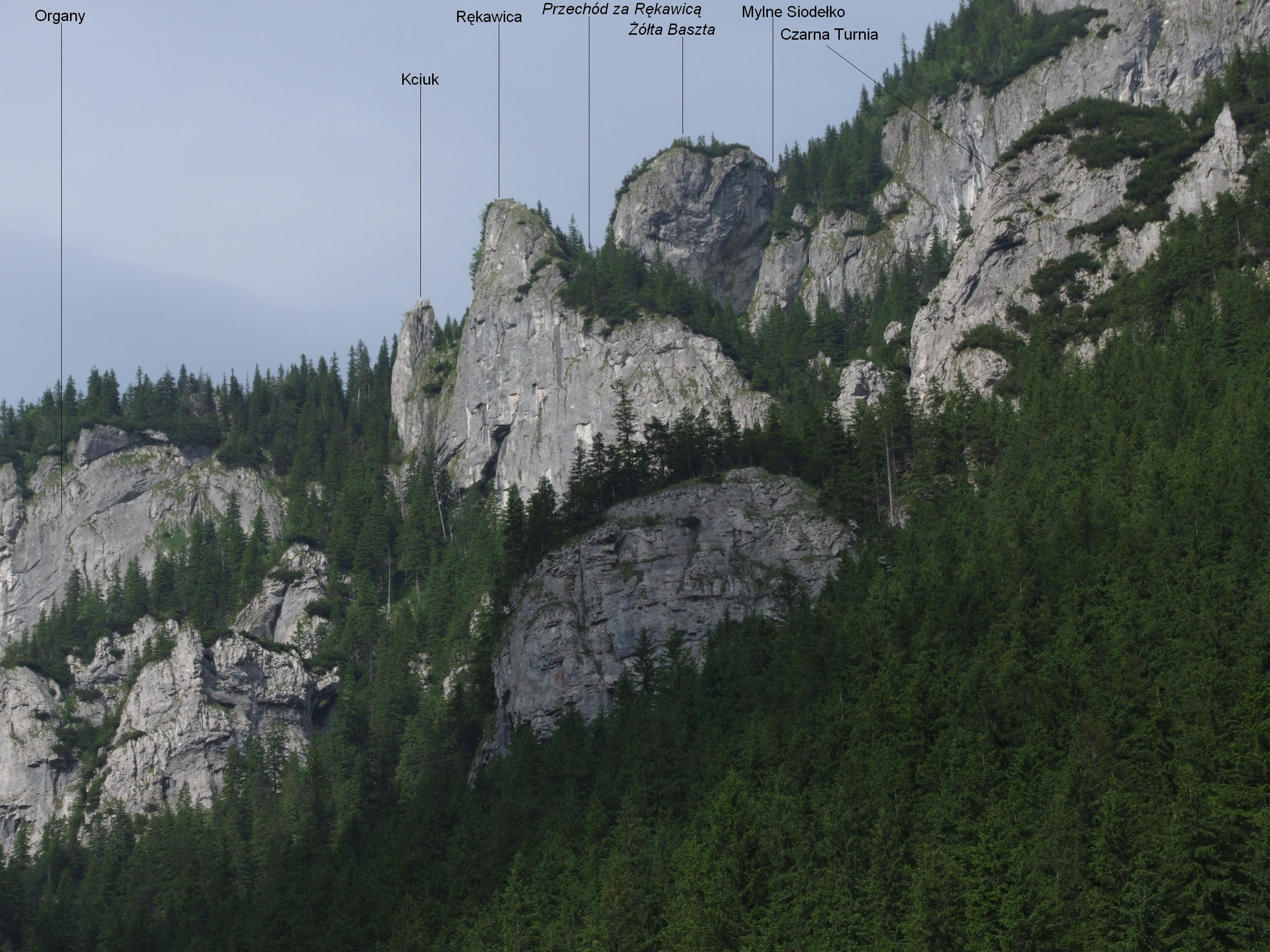
Czarna Turnia, widok z Polany Pisanej

Czarna Turnia – turnia wznosząca się na wysokość ok. 1315 m n.p.m. w orograficznie prawych zboczach Doliny Kościeliskiej w Tatrach Zachodnich. Znajduje się w przedłużeniu Czarnego Muru, pomiędzy zalesionymi stokami opadającymi do Polany Pisanej, a Kolistym Żlebem, dla którego tworzy prawe ograniczenie. Zachodnie i zalesione stoki Czarnej Turni opadają do głównego ciągu Doliny Kościeliskiej, poniżej Polany Pisanej. Od Czarnego Muru oddzielona jest Czarnym Przechodem (ok. 1315 m), z którego na szczyt Czarnej Turni można łatwo wejść częściowo skalistą, częściowo trawiastą krótka grańką. Poniżej Czarnej Turni, w lesie nad Polaną Pisaną znajduje się jeszcze jedna, mniejsza turnia. Na mapie Geoportalu podpisana jest jako Wypadnionka.
Czarna Turnia to wybitny obiekt, dobrze widoczny z Polany Pisanej. Władysław Cywiński przypuszcza, że liczne w okolicy nazwy z przymiotnikiem „czarny” pochodzą właśnie od nazwy tej turni, łącznie z nazwą Jaskini Czarnej, której przypisuje się pochodzenie tego nazewnictwa.